# Ozarba endoscota
Ozarba endoscota is een vlinder van de familie van de uilen (Noctuidae). De wetenschappelijke naam van deze soort is voor het eerst voorgesteld door George Francis Hampson in een publicatie uit 1916.
De soort komt voor in Ethiopië, Somalië, Kenia, Tanzania, Oman en Jemen.